# جاده ئی۱۷ اروپا

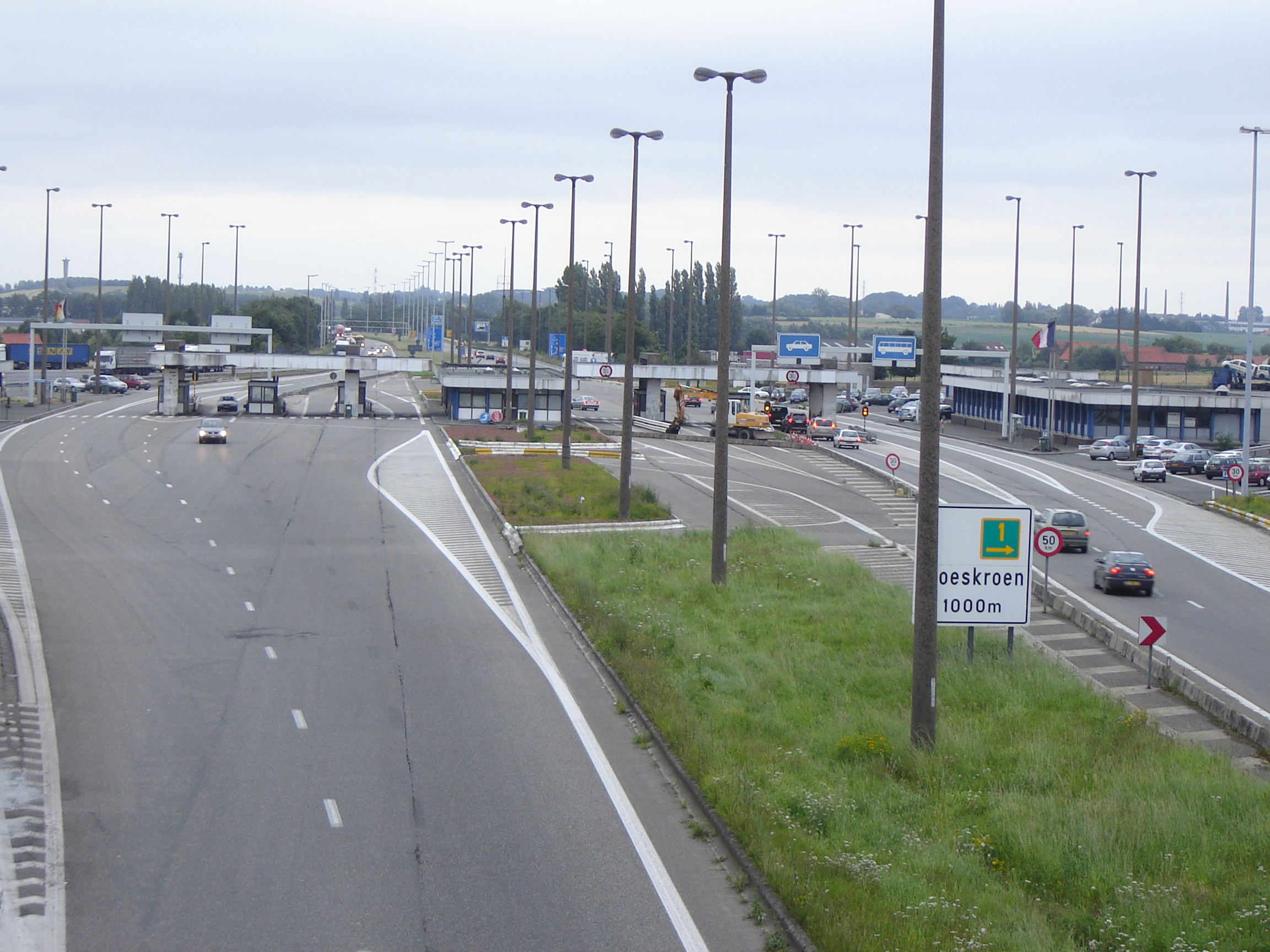
جاده ئی۱۷ اروپا در مرز فرانسه و بلژیک

جاده ئی۱۷ اروپا (به انگلیسی: European route E17) یکی از جاده‌های اصلی قاره اروپا است.
این جاده که از شهر آنتورپ (بلژیک) شروع شده در شهر بون (فرانسه) به پایان میرسد.